# Primeiro Consistório Ordinário Público de 1896

## Cardeais Eleitores
| Nº                 | País               | Nome               | Idade              | Cargo                         | Título ou Diaconia                              |
| Cardeais eleitores | Cardeais eleitores | Cardeais eleitores | Cardeais eleitores | Cardeais eleitores            | Cardeais eleitores                              |
| ------------------ | ------------------ | ------------------ | ------------------ | ----------------------------- | ----------------------------------------------- |
| 1                  | Itália             | Domenico Jacobini  | 58                 | Núncio apostólico em Portugal | Cardeal-presbítero de Santos Marcelino e Pedro  |
| 2                  | Itália             | Antonio Agliardi   | 63                 | Núncio apostólico em Áustria  | Cardeal-presbítero de Santos Nereu e Aquileu    |
| 3                  | Itália             | Domenico Ferrata   | 49                 | Núncio apostólico em França   | Cardeal-presbítero de Santa Priscila            |
| 4                  | Itália             | Serafino Cretoni   | 62                 | Núncio apostólico em Espanha  | Cardeal-presbítero de Santa Maria sobre Minerva |